# Cambridge United Football Club
El Cambridge United Football Club és un club de futbol anglès de la ciutat de Cambridge, Cambridgeshire.

## Història
El club va ser fundat l'any 1912 amb el nom Abbey United, en referència al districte d'Abbey de la ciutat de Cambridge. Un club anomenat Cambridge United existia des de 1909, no relacionat amb el club actual. Inicialment el club disputà lligues amateurs locals, canviant sovint de camp de futbol. L'any 1949 esdevingué professional, i adoptà el nom Cambridge United el 1951. Jugà a l'Eastern Counties League, finalista el 1957-58 i ascendint a la Southern League. Tres anys més tard arribà a la primera divisió de la Southern League.

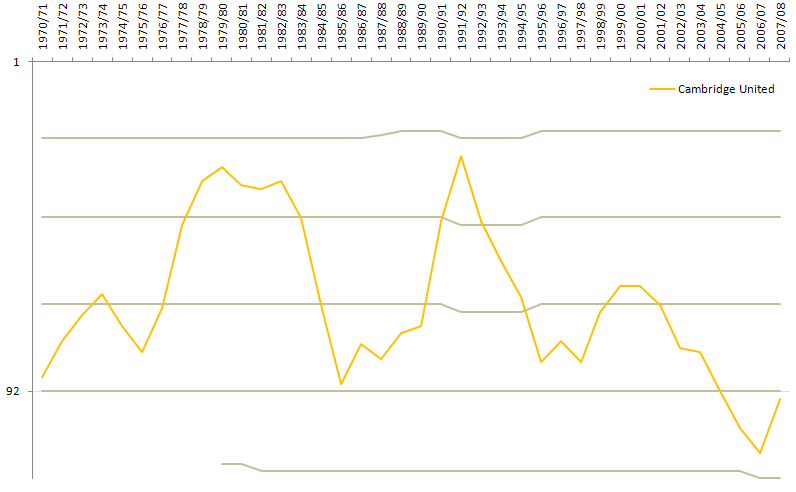
Posicions finals del club a la Football League.

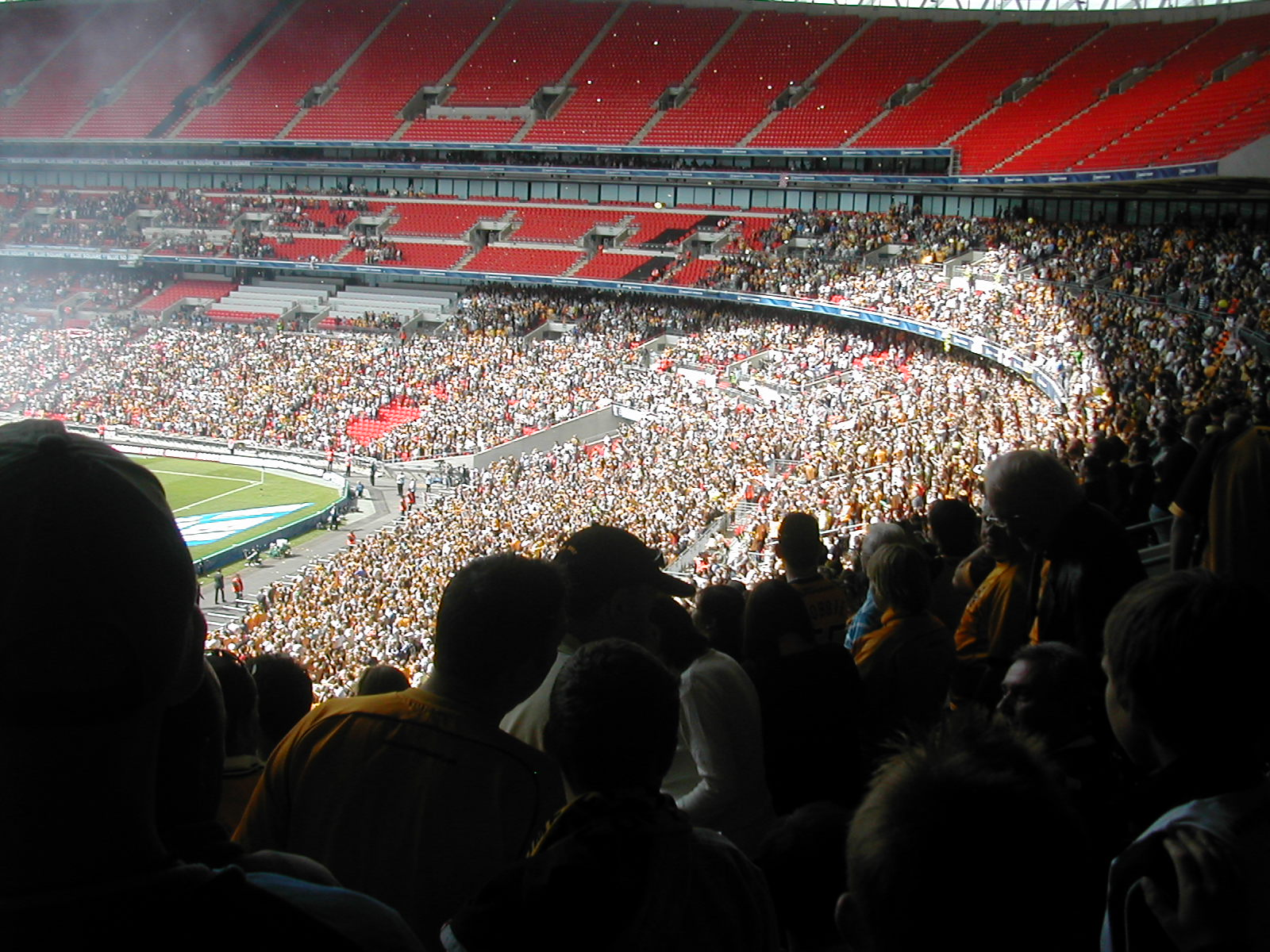
Seguidors al Wembley Stadium.

Fou escollit per disputar la Football League el 1970 reemplaçant el Bradford (Park Avenue). Fou vuitè a la Second Division el 1980. Descendí el 1984 amb un rècord de partits consecutius sense victòria (31), superat el 2008 pel Derby County. Descendí fins a la quarta divisió el 1985. L'època més brillant del club fou a inicis de la dècada de 1990. Durant aquests anys arribà dos cops a quarts de final de la FA Cup els anys 1990 i 1991 i fou campió de la Third Division el 1991. La seva millor posició històrica fou una cinquena pòsició a Segona la temporada 1991-92. Des d'aleshores el club inicià diversos descensos de categoria fins que el 2005, després de 35 anys a la Football League, descendí a la Football Conference.

## Uniforme
Els colors tradicionals del club són l'ambre i el negre, malgrat ha jugat amb molts dissenys diferents de samarreta, ambre amb rivets negres, quadrats, franges verticals o franja diagonal.

## Estadi

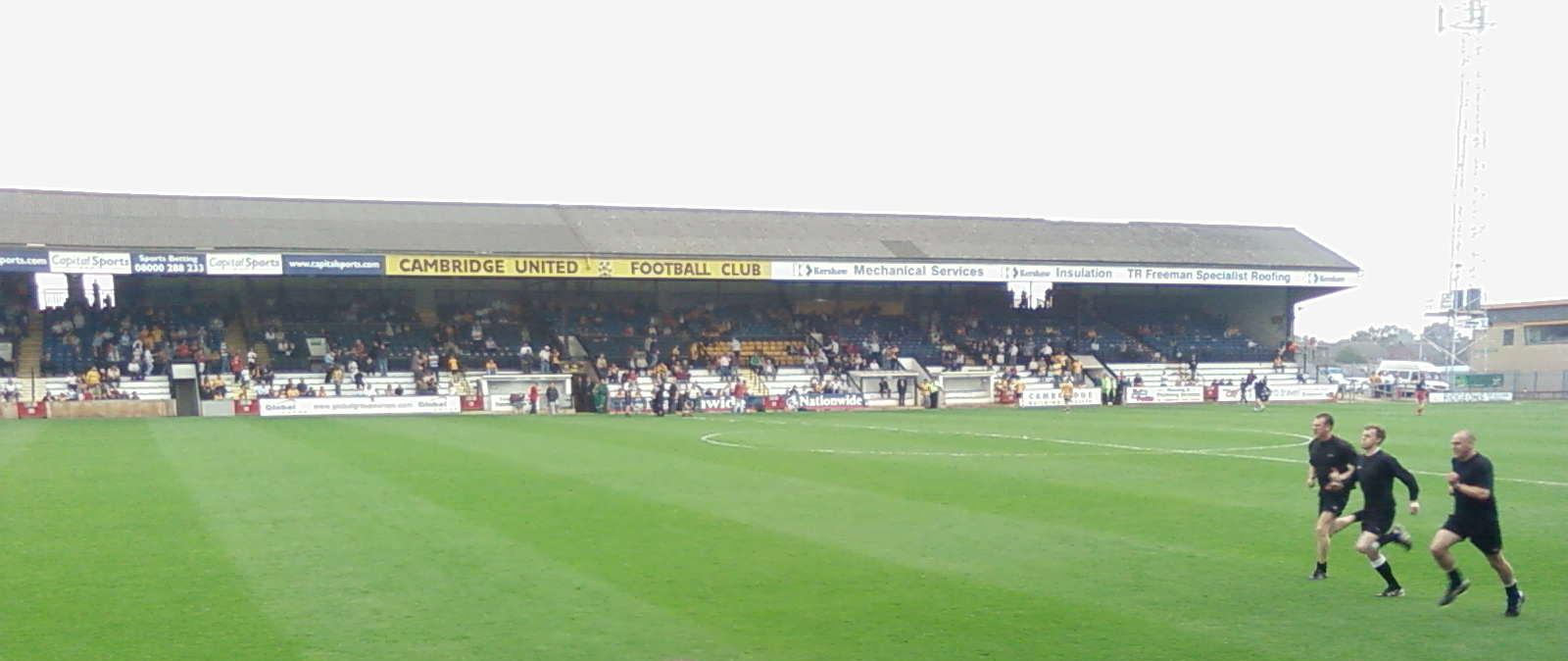
Graderia principal de l'Abbey Stadium.

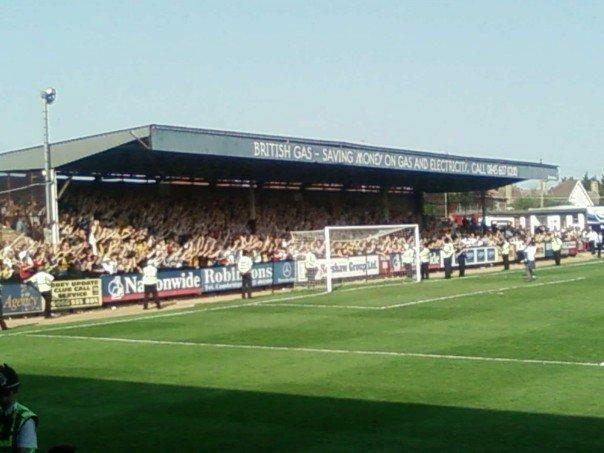
Seguidors del Cambridge United a l'Abbey Stadium.

El Cambridge United disputa els seus partits com a local a l'Abbey Stadium, utilitzat des de 1932. El 2009 el camp fou anomenat The R. Costings Abbey Stadium per patrocini. Té una capacitat de 9.617 espectadors, 4.376 dels quals asseguts.

## Palmarès
- Tercera Divisió anglesa:
  - 1990-91[8]
- Quarta Divisió anglesa:
  - 1976-77[8]
- Southern League:
  - 1968-69, 1969-70[12]
- Southern League Cup:
  - 1968-69[13]